# Estigmene khasiana
Estigmene khasiana là một loài bướm đêm thuộc phân họ Arctiinae, họ Erebidae.